# Gülleanalyse

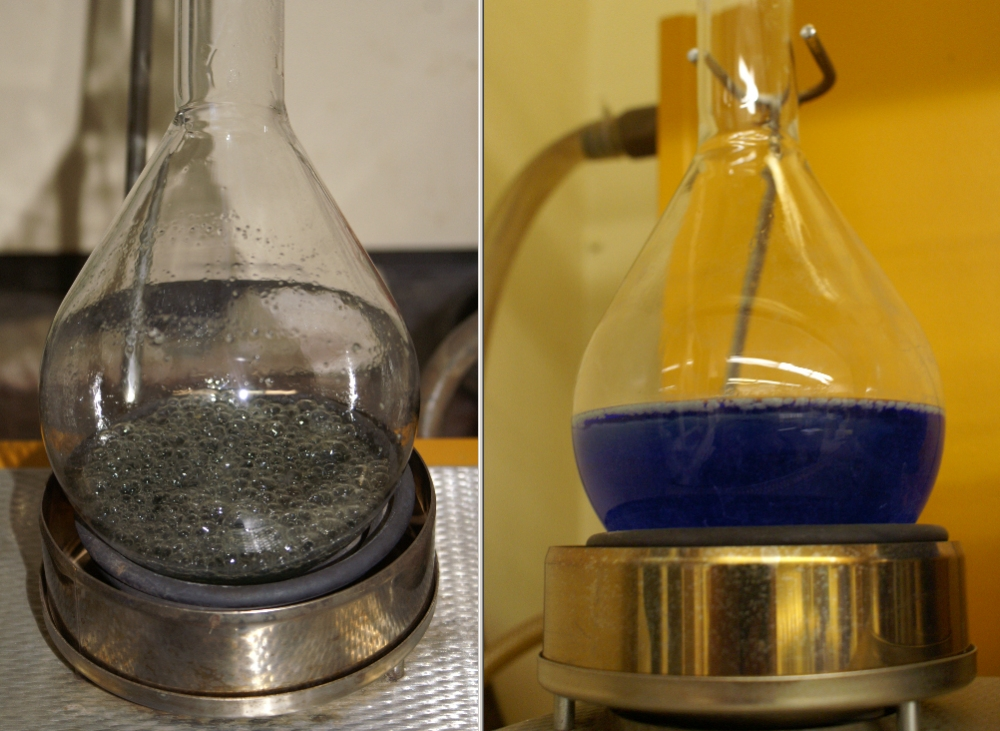
Den Gesamtstickstoffs in Gülle bestimmt man durch Kjeldahlaufschluss (links) und anschließende Destillation (rechts)

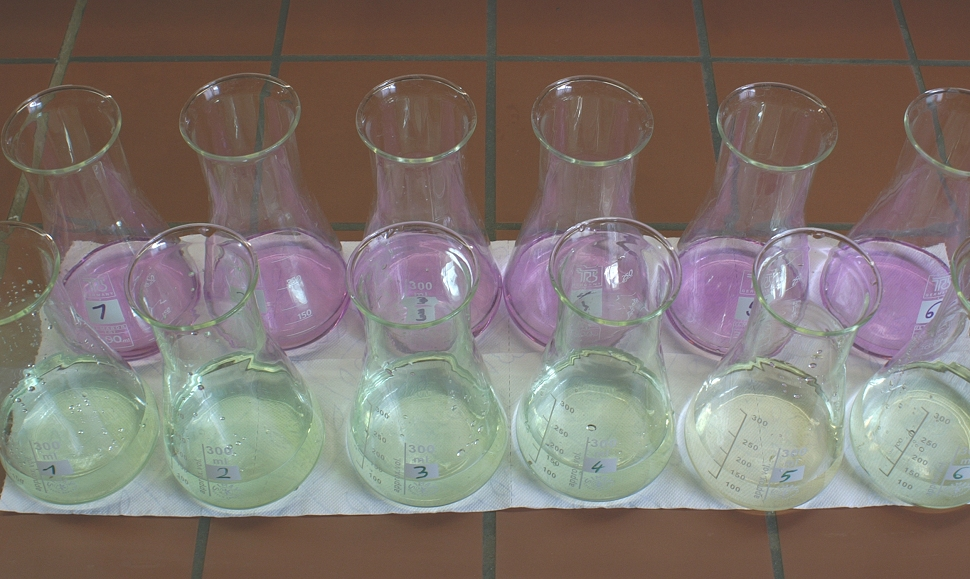
Selektive Bestimmung von Ammoniumstickstoff

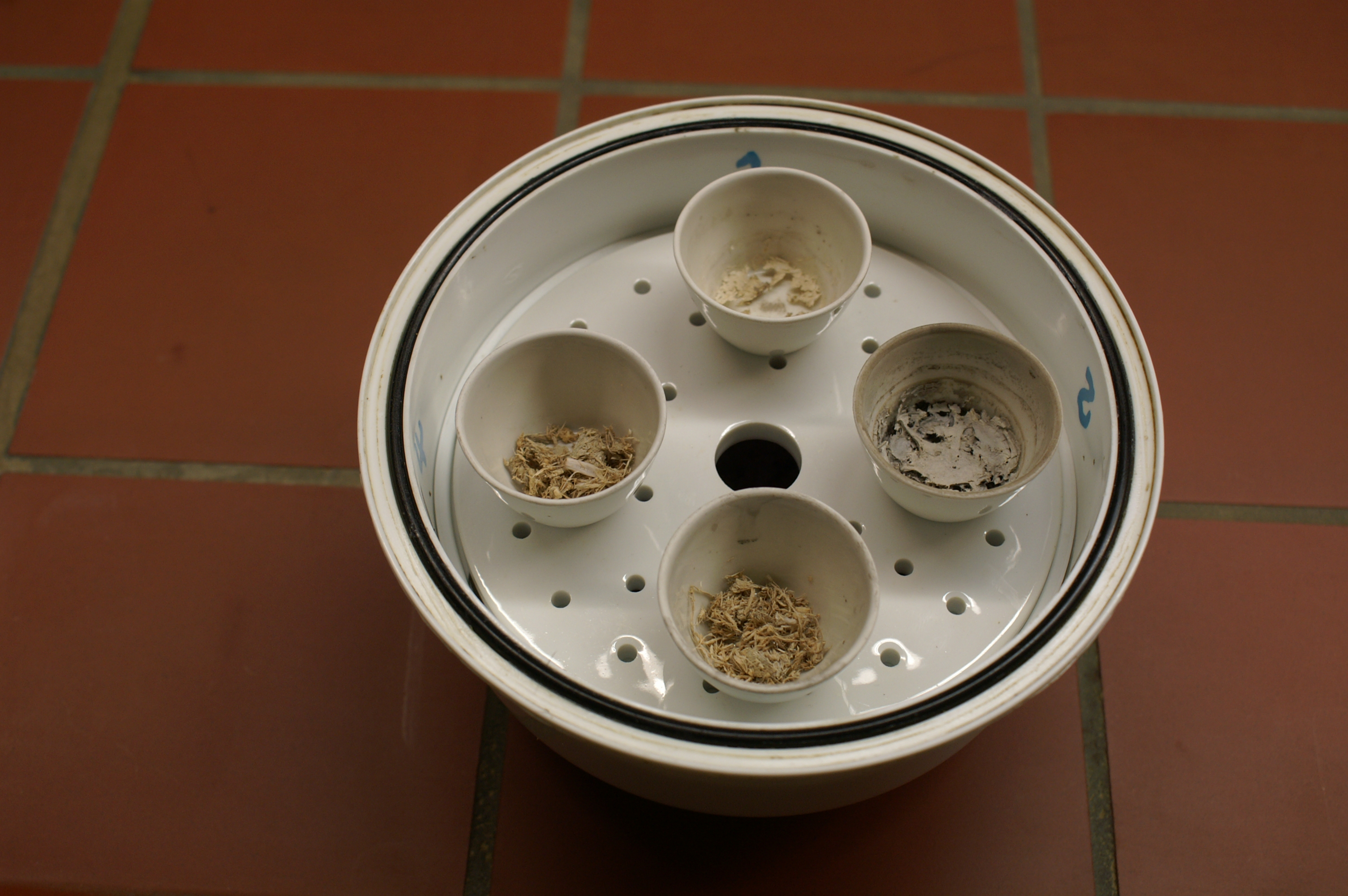
Den Gehalt an organischer Substanz ermittelt man über den Glührückstand als Glühverlust.

Gülleanalyse ist eine Analyse zur Ermittlung des Nährstoffgehalt der Wirtschaftsdünger.
Gülle enthält die Pflanzennährstoffe Stickstoff, Phosphat, Kalium, Magnesium, Calcium, Schwefel. Der Gehalt der Inhaltsstoffe kann aufgrund unterschiedlicher Zusammensetzung des Futters erheblich schwanken. Eine Gülleanalyse ermöglicht es, die Gehalte der Inhaltsstoffe zu bestimmen. Mit deren Kenntnis lässt sich die Gülledüngung optimieren, um Boden, Oberflächengewässer und Grundwasser die bestmögliche Nährstoffmenge zuzuführen und nicht durch zu hohe Nährstoffzufuhr zu überfrachten. Die bodennahe Ausbringung von Gülle (z. B. mit Schleppschlauchverfahren) ist eine umweltrelevante Maßnahme, die einige Bundesländer finanziell fördern.

## Durchführung
Die Nährstoffgehalte sind abhängig von der Trockensubstanz der Gülle, der Tierart und der Fütterung. Die Messvorschriften für die Gülleanalyse hat der Verband deutscher landwirtschaftlicher Untersuchungs- und Forschungsanstalten (VDLUFA) festgelegt.
Analysenvorschriften für die Gülleanalyse sind (nach dem VDLUFA-Methodenbuch Band II. 1) beispielsweise:
- Methode 3.2.2.: Bestimmung von Ammonium-Stickstoff – Destillation mit Magnesiumoxid,
- Methode 3.5.2.6.: Bestimmung von Gesamt-Stickstoff – Kjeldahl-Aufschluss, Methode nach Förster,
- Methode 4.1.1.3.: Bestimmung des mineralsäurelöslichen Phosphats,
- Methode 5.1.3.: Bestimmung von Gesamt-Kalium sowie
- Methode 6.1.2.: Bestimmung von Gesamt-Calcium in Düngemitteln mit organischen Anteilen.

Die Befunde der Gülleanalyse können neben der fachgerechten Düngeplanung auch für den in der Düngeverordnung vorgeschriebenen Nährstoffvergleich herangezogen werden. Aus Wirtschaftsdüngern tierischer Herkunft dürfen im Durchschnitt der landwirtschaftlich genutzten Flächen eines Betriebs jährlich höchstens 170 Kilogramm Gesamtstickstoff je Hektar ausgebracht werden. Unter bestimmten Voraussetzungen sind auf Grünland bei Erteilung einer Sondergenehmigung 230 Kilogramm Gesamtstickstoff je Hektar und Jahr möglich (§ 4 Düngeverordnung).